# Phalera infulgens
Phalera infulgens är en fjärilsart som beskrevs av Ludwig Carl Friedrich Graeser 1888. Phalera infulgens ingår i släktet Phalera och familjen tandspinnare. Inga underarter finns listade i Catalogue of Life.